# Tempest 2000
Tempest 2000 es un videojuego de disparos en tubo desarrollado originalmente por Llamasoft y publicado por Atari Corporation para el Atari Jaguar en América del Norte el 13 de abril de 1994. Más tarde se lanzó en Europa el 27 de junio del mismo año y finalmente en Japón el 15 de diciembre del mismo año, donde fue publicado por Mumin Corporation. Es un remake de Jeff Minter del juego de arcade Tempest de 1981 de Dave Theurer, que utilizó la tecnología de visualización en color vectorial Quadrascan de Atari. 
Tomando el control de la nave espacial Blaster en forma de garra del original, el jugador tiene que sobrevivir y viajar a través de múltiples niveles hasta el final en una guerra intergaláctica, luchando contra una variedad de enemigos que aparecen en el campo de juego. Originalmente una exclusiva para el Jaguar, Tempest 2000 fue portado a MS-DOS, Macintosh, Sega Saturn, PlayStation y Windows, cada uno con varios cambios y adiciones de la versión original.
Tempest 2000 fue aclamado por la crítica cuando se lanzó en el Jaguar, y los críticos alababan los gráficos, el juego y la banda sonora. A menudo se considera como uno de los mejores juegos lanzados para el Jaguar y desde el 1 de abril de 1995, la versión de Jaguar ha vendido más de 30,000 copias durante su vida útil, por lo que es uno de los juegos más vendidos para el sistema. Los otros ports también recibieron una recepción positiva, aunque no fueron tan bien recibidos como la versión original. Debido al éxito crítico y comercial que recibió, se crearon varias secuelas, clones y secuelas espirituales.

## Jugabilidad
Tempest 2000 modifica la jugabilidad de Tempest original mediante la adición de potenciadores, niveles de bonificación, enemigos más sofisticados y diseños de niveles red tremendamente variables. El juego presenta un total de 100 niveles red, con nuevos colores de cuadros y variaciones después de cada 16 niveles completados. En todas las versiones, el progreso se guarda automáticamente después de completar un par de niveles y los jugadores pueden reanudar usando "Teclas" para regresar a la última etapa del juego guardado. También hay tres modos de juego además del juego principal. Completar los 100 niveles red en Tempest 2000 desbloquea "Modo bestial", que es una dificultad más difícil donde los enemigos se mueven más rápido, disparan más a menudo y son más resistentes a los disparos del jugador, además, la nave del jugador dispara a un ritmo menor que en la dificultad original. 
El objetivo principal del juego es sobrevivir y sumar muchos puntos el mayor tiempo posible al limpiar el campo de juego en la pantalla de los enemigos que aparecen en la parte inferior de la red. La nave del jugador tiene una capacidad de disparo rápido para derribar enemigos rápidamente dentro del mismo segmento en el que se encuentra el jugador. La nave también está equipado con una bomba de limpieza de pantalla Superzapper, que destruye a todos los enemigos en el campo de juego, mientras que la recarga del Superzapper y su uso por segunda vez destruye a un enemigo aleatorio en la pantalla.
Lo nuevo en Tempest 2000 son los potenciadores, que aparecen como objetos poligonales en forma de cápsula después de destruir un número de enemigos y balas enemigas. Atraparlos activará una de una serie de capacidades progresivamente más útiles, como el láser de partículas, que mejora la potencia de fuego de la nave y permite destruir enemigos y espinas que destruyen Spike Layers mucho más rápido. El salto permite que el jugador salte de la red para evitar el fuego enemigo, los enemigos que viajan a lo largo del borde del campo de juego como el Fuseball y los ataques de los Pulsars. El A.I. Droid es una nave autónoma vectorial que aparece flotando sobre la red y dispara a los enemigos. Además, al tomar un poder mientras se juega en un nuevo nivel, se escuchará un sonido cada vez más agudo de una mujer gritando "¡Sí, sí! Sí ! " y después de llegar al siguiente nivel, el primer modo que recibirá el jugador es A.A. Droid.
También son nuevos en el juego los tokens Warp Bonus, que le permiten al jugador acceder a cualquiera de los tres tipos de fases de bonificación después de recoger tres fichas y completar el nivel. Completar el nivel de bonificación otorga 25,000 puntos y el jugador se salta cinco niveles por delante, pero al fallar, el jugador quedará atrapado en un solo nivel. ¡Vete de aquí! es un power-up que aparece aleatoriamente y recolectarlo destruirá a todos los enemigos en la pantalla y hará que el jugador avance al siguiente nivel, sin embargo, los picos dejados por Spike Layers no serán eliminados, por lo que es posible perder una vida al golpear la nave. Entre ciertos potenciadores, los jugadores también pueden ganar bonificaciones de 2.000 puntos también.
Otros modos incluyen Traditional Tempest, que es una recreación del juego de arcade original; Tempest Plus, que es una mezcla entre los modos Tradicional y Tempest 2000 y Tempest Duel, un modo contra dos jugadores donde los jugadores compiten en una serie de enfrentamientos entre sí, además, este modo incluye un modo exclusivo Mirror, que desvía disparos desde el rival hacia él, junto con otros objetos para usar en el campo de juego y enemigos regulares del juego principal.

## Desarrollo
En una convención de juegos, Atari celebró una conferencia con los posibles desarrolladores del Jaguar Atari en la que enumeraban los juegos de arcade que consideraban haberse convertido al Jaguar, pidiendo a los desarrolladores que levantaran la mano sobre los que querían trabajar. Jeff Minter se ofreció voluntario para hacer Tempest 2000 ya que era uno de sus juegos favoritos. En la fiesta de lanzamiento del Jaguar en Nueva York, el creador del Atari Jaguar llevó a Minter a un lado y le dijo que sentía que Tempest 2000 era una pobre demostración de las capacidades del Jaguar. Aunque desalentado, Minter continuó trabajando en el juego hasta que se terminó. Tempest 2000 fue desarrollado en Gales.
La crítica más común con la versión Jaguar de Tempest 2000 fue la falta de un controlador giratorio similar al de la máquina arcade Tempest. De hecho, el juego fue programado con una opción para usar solo un controlador, a pesar de que Atari nunca lanzó uno. Tal controlador fue planeado para su desarrollo y lanzamiento por Atari, pero no existen prototipos.[cita requerida] Sin embargo, existen varias opciones de homebrew al usar piezas de un controlador Jaguar y un controlador Atari 2600 o nuevos codificadores rotatorios de alta precisión. El usado por Jeff Minter durante las pruebas se hizo desde un control del Atari 2600 modificado.[cita requerida]

## Audio
La música de la versión original de Jaguar fue creada por Ian Howe, Alastair Lindsay y Kevin Saville de Imagitec Design Inc. (a.k. Dream Weavers), quien también creó la música para Defender 2000 de Jeff Minter en Atari Jaguar.
La música se compuso en el formato de archivo Commodore Amiga MOD, aunque los lanzamientos no Jaguar del juego reproducían música de CD. En el momento de su lanzamiento, la banda sonora de la música también se podía comprar en CD directamente desde Atari. El CD también se incluyó con el CD Atari Jaguar para demostrar las habilidades de reproducción de música del sistema. Se convirtió en la base del audio para todas las conversiones del juego, incluidas las versiones para PC, PlayStation y Saturn. Sin embargo, varias pistas no se usaron en la versión de Jaguar debido a restricciones de espacio.

### Banda sonora
| Track list |                                                         |          |  |
| N.º        | Título                                                  | Duración |  |
| 1.         | «Thermal Resolution» (Sin usar en la versión de Jaguar) | 3:59     |  |
| 2.         | «Mind's Eye»                                            | 4:52     |  |
| 3.         | «T2K» (Sin usar en la versión de Jaguar)                | 5:23     |  |
| 4.         | «Ease Yourself» (Sin usar en la versión de Jaguar)      | 7:52     |  |
| 5.         | «Tracking Depth» (Sin usar en la versión de Jaguar)     | 5:04     |  |
| 6.         | «Constructive Demolition»                               | 4:05     |  |
| 7.         | «Future Tense» (Sin usar en la versión de Jaguar)       | 5:54     |  |
| 8.         | «Digital Terror»                                        | 5:07     |  |
| 9.         | «Hyper Prism» (Sin usar en la versión de Jaguar)        | 4:26     |  |
| 10.        | «Glide Control»                                         | 5:12     |  |
| 11.        | «Ultra Yak»                                             | 4:00     |  |
| 12.        | «2000 Dub»                                              | 7:31     |  |

## Lanzamiento
Tempest 2000 fue lanzado originalmente para Atari Jaguar en 1994 en todas las regiones, incluido Japón, donde llegó con un manual japonés exclusivo para la región. El juego fue portado a MS-DOS, Macintosh, Sega Saturn y Sony PlayStation, la última versión con varios cambios en el diseño bajo el nombre de Tempest X3.

### PCs
La versión de MS-DOS contiene versiones AdLib y Roland MT-32 opcionales, pero carece de varios de los efectos visuales de las versiones de la consola, como los efectos de transición "Melt-O-Vision". La versión de Windows se procesa en una resolución más alta, y tiene algunas fallas técnicas únicas, como registrar puntajes de nivel de bonificación incorrectamente.[cita requerida]

### Saturn
La versión de Saturno, programada by High Voltage Software, es muy cercana a la versión original de Jaguar, excepto por la eliminación del tercer tipo de nivel de bonificación. Utiliza la mayoría de las pistas de audio del CD de la banda sonora Tempest 2000 para el juego. Las muestras de voz fueron rehechas.

### Tempest X3
Tempest X3, la versión de Sony PlayStation, se lanzó en 1996, con gráficos y sonido actualizados. Sin embargo, Jeff Minter identificó las siguientes diferencias de juego con respecto a la versión original en una publicación de Usenet:
- El "AI Droid" solo sigue al jugador, en lugar de actuar de manera autónoma. Un nuevo poder de "Mega Droid" rectifica esto un poco, pero toma un tiempo muy largo dentro de un nivel para adquirirlo.
- Los Pulsar ahora se mueven lentamente por la parte superior de la red si llegan a ella (en lugar de electrificar todo el borde superior en el momento en que llegan).
- El láser de partículas no es más efectivo que el láser normal contra los picos (en el original, los destruye muy rápidamente).
- Algunas de las redes más difíciles, "sticking point" se han eliminado del juego por completo.

Ingresando el nombre "YIFF!" o "H_V_S" en la posición de puntuación más alta activa un modo secreto, que permite al usuario elegir jugar el juego original Tempest 2000. Las puntuaciones altas obtenidas en este modo no se guardan, la música (capturada por ondas de los módulos originales) queda amortiguada y no se restablece la efectividad del láser de partículas contra los picos.
La versión PlayStation de Tempest X3 es compatible con PlayStation Mouse, Nyco Trackball y el controlador analógico rotativo neGcon de Namco.[cita requerida]

## Recepción
| Recepción               | Recepción               | Recepción                                    | Recepción                                    | Recepción                                    |          |
| Puntajes de agregadores | Puntajes de agregadores | Puntajes de agregadores                      | Puntajes de agregadores                      | Puntajes de agregadores                      |          |
| Agregador               | Scores                  | Scores                                       | Scores                                       | Scores                                       | Scores   |
| Agregador               | Jaguar                  | DOS                                          | Saturn                                       | PS1                                          |          |
| ----------------------- | ----------------------- | -------------------------------------------- | -------------------------------------------- | -------------------------------------------- | -------- |
| GameRankings            | 85%                     | 62%                                          | 78%                                          | 63%                                          |          |
| Puntajes de críticos    |                         |                                              |                                              |                                              |          |
| Publicador              | Puntajes                | Puntajes                                     | Puntajes                                     | Puntajes                                     | Puntajes |
| Publicador              | Jaguar                  | DOS                                          | Saturn                                       | PS1                                          |          |
| AllGame                 | [ 22 ]                  | [ 23 ]                                       | [ 24 ]                                       | [ 25 ]                                       |          |
| Atari ST User           | 93%                     |                                              |                                              |                                              |          |
| CVG                     | 84 / 100                |                                              | 3 / 5                                        | 5 / 5                                        |          |
| EGM                     | 34 / 40                 |                                              |                                              | 22 / 40                                      |          |
| GameFan                 | 388 / 400               |                                              |                                              | 280 / 300                                    |          |
| GameSpot                |                         |                                              |                                              | 3.5 / 10                                     |          |
| Next Generation         | [ 34 ]                  |                                              |                                              | [ 35 ]                                       |          |
| Sega Saturn Magazine    |                         |                                              | 80%                                          |                                              |          |
| Premios                 |                         |                                              |                                              |                                              |          |
| Publicador              | Publicador              | Premios                                      | Premios                                      | Premios                                      |          |
| EGM (1994)              | EGM (1994)              | Game of the Month, Game of the Year (Jaguar) | Game of the Month, Game of the Year (Jaguar) | Game of the Month, Game of the Year (Jaguar) |          |
| GameFan (1994)          | GameFan (1994)          | Best Arcade                                  | Best Arcade                                  | Best Arcade                                  |          |
| Game Informer (2001)    | Game Informer (2001)    | #56 Top 100 Games of All Time                | #56 Top 100 Games of All Time                | #56 Top 100 Games of All Time                |          |
| VideoGames (1994)       | VideoGames (1994)       | Best Shooter, Best Music (Cartridge)         | Best Shooter, Best Music (Cartridge)         | Best Shooter, Best Music (Cartridge)         |          |

Tempest 2000 recibió aclamación crítica general cuando se lanzó para el Jaguar. GamePro elogió los gráficos y la alta velocidad, dijo que la música incluía "las mejores pistas tecno-rave en cualquier lugar" y consideró que el modo competitivo para dos jugadores "bien vale el precio del cartucho". Electronic Gaming Monthly otorgó su premio "Juego del mes", citando la banda sonora "excelente" de techno y "gráficos que superan la versión de arcade". GameFan también le dio a la versión de Jaguar una crítica positiva. En un resumen de 1995 de la historia de Atari, Next Generation dijo que "Este juego probablemente se hizo más por la reputación de Atari que cualquier cosa que el equipo de marketing de la compañía haya logrado en los últimos cinco años". Tempest 2000 vendió más de 30,000 copias durante su vida útil, convirtiéndose en el segundo juego más vendido en el Jaguar, solo detrás de Alien vs Predator. Tempest 2000 también fue galardonado como el Mejor Juego de Jaguar de 1994 por Electronic Gaming Monthly.
La versión de PlayStation tuvo una recepción un tanto menos favorable. Jeff Gerstmann de GameSpot y Scary Larry de GamePro dijeron que ofrece muy pocas mejoras o adiciones a la versión de Jaguar, que tenía más de dos años. Dan Hsu y Crispin Boyer de Electronic Gaming Monthly cuestionaron por qué el juego Jaguar había recibido tal aclamación en primer lugar, opinando que era simplemente un juego de arcade obsoleto con un poco de "brillo adicional" que no tiene relación con la esencia del juego, y que la versión de PlayStation era esencialmente la misma. Sushi-X sintió que palidecía contra la versión de Jaguar, sin la suavidad del lanzamiento original. Gerstmann, Hsu, Boyer y Sushi-X también se quejaron de que el juego tiene un control deficiente en ausencia de un controlador rotatorio como el Tempest original. Sin embargo, un crítico de Next Generation le dio una crítica positiva, opinando que conservaba los elementos que hicieron que la versión de Jaguar fuera excelente y que las mejoras fueran lo suficientemente fuertes como para hacerlo más reciente.
Al revisar la versión de Saturn, Paul Glancey de la revista Sega Saturn recordó el impacto del lanzamiento original del juego en el Jaguar: "... Jeff Minter había enriquecido el juego con un aluvión de explosiones de píxeles que deformaban los ojos, remolinos, manchas de efectos de color y una banda sonora 'raging' ... Baja las luces, subes el color, ejecutas el sonido a través de tu alta fidelidad y luego atascas el bajo y el volumen, y puedes disfrutar de una experiencia de juego tan hipnótica que casi alucina". Concluyó que el port de Saturn, aunque ligeramente inferior al original de Jaguar, recreó de manera efectiva esta experiencia para los propietarios de Saturn.

## Legado
En 1996, la marca registrada Melt-O-Vision del juego fue abandonada, mientras que la renovación de la marca para el título también se canceló en 2006.
VM Labs obtuvo la licencia de Tempest para su sistema de DVD Nuon y contrató a Jeff Minter para producir la secuela Tempest 3000. Minter también produjo secuelas no oficiales de Space Giraffe y TxK en la PlayStation Vita de Sony.
Además, Thorsten Kuphaldt y NoCrew Mobile lanzaron dos clones no oficiales de Tempest 2000 llamados Typhoon 2001 y Cyclone 2000 para dispositivos de PC y Android respectivamente.
In August 2017 another sequel, Tempest 4000, was announced.